# Juan Pablo Vergara
Juan Pablo Vergara Martínez (Lima, 24 de febrero de 1985-Juliaca, 2 de diciembre de 2019) fue un futbolista peruano. Se desempeñaba como centrocampista y su último equipo fue el Deportivo Binacional.
El 2 de diciembre de 2019, en un viaje junto con otros miembros de su equipo, sufrió un accidente de tránsito en la vía Puno-Juliaca. Como consecuencia, fue trasladado a un hospital en la ciudad de Juliaca, donde falleció. Su deceso se confirmó a las 11:20 p. m. y pocos minutos después los medios locales empezaron a divulgar la noticia.

## Trayectoria
Debutó en 2003 con Universitario, cuando todavía era un juvenil de dieciocho años.
Al siguiente año, pasa a jugar por Unión de Campeones, equipo filial del club merengue. Jugó al lado de jugadores como Jesús Rabanal y Jean Tragodara.
A inicios de 2007, compartió el mediocampo de Universitario con Donny Neyra y Mayer Candelo. Jugó al lado del portero peruano José Carvallo
A mediados de ese año, se fue al Atlético Minero de Matucana, club con el que ascendió a la primera división peruana.
En 2009, desciende con el Sport Áncash, sin embargo, fue uno de los más regulares del cuadro ancashino llegando a jugar treinta y seis partidos y anotó nueve goles. Como anécdota, en un mismo partido, le marcó tres goles de penal a Alianza Lima.
Al siguiente año, en el Colegio Nacional de Iquitos (CNI), hizo un gran tridente ofensivo con Alfredo Ramúa y Sergio Almirón, salvando así al equipo del descenso.
En  2012, llega para jugar con el Inti Gas la Copa Sudamericana 2012, en la cual fue eliminado por Millonarios. A final de año, consigue la clasificación para la Copa Sudamericana 2013
En  2013, fue elegido como el mejor jugador de la segunda división peruana, donde fue subcampeón con el Alfonso Ugarte de Puno.
El 2015, con el Sport Loreto, en la fecha 16 de la Copa Movistar, le anota un gol al Sporting Cristal, gol que fue comparado con el de Robin van Persie en el Mundial.
El 2016, marco el segundo mejor gol del año, solo por detrás de Marcio Valverde, al anotarle de medio campo a la Universidad San Martín de Porres en Cajamarca.
En  2016, fichó por UTC de Cajamarca. Consiguió clasificar para la Copa Sudamericana 2018. Perdió en primera ronda contra Rampla Juniors.
Para  2019, ficha por Deportivo Binacional para la Copa Sudamericana 2019.
El 2 de diciembre de 2019, tras un accidente a las 14:36 en la carretera que comunica las ciudades de Puno y Juliaca, cerca del distrito de Caracoto, sale herido de gravedad, siendo trasladado a intervención quirúrgica. Sus compañeros Donald Millán y Jeferson Collazos salieron ilesos y dejaron la Clínica Americana de Juliaca. Vergara fue atendido hasta las 23:19, es allí donde se confirma la noticia sobre su fallecimiento, la cual se haría viral entre los medios de comunicación. Su cuerpo fue trasladado a Lima y enterrado en el Cementerio Campo Fe de Puente Piedra.

## Clubes
| Club                             | País | Año       | PJ (G)    |
| -------------------------------- | ---- | --------- | --------- |
| Universitario                    | Perú | 2003      | 1 (0)     |
| Unión de Campeones               | Perú | 2004      | ¿? (8)    |
| América Cochahuayco              | Perú | 2005      | ¿? (11)   |
| Sport Áncash                     | Perú | 2005-2006 | 20 (1)    |
| Universitario                    | Perú | 2007      | 0 (0)     |
| Atlético Minero                  | Perú | 2007      | ¿? (1)    |
| Diablos Rojos                    | Perú | 2008      | Copa Perú |
| Sport Áncash                     | Perú | 2009      | 36 (9)    |
| Colegio Nacional de Iquitos      | Perú | 2010      | 35 (7)    |
| Universidad César Vallejo        | Perú | 2011      | 7 (2)     |
| Sport Boys                       | Perú | 2011      | 12 (0)    |
| Real Garcilaso                   | Perú | 2012      | 8 (1)     |
| Inti Gas                         | Perú | 2012      | 7 (0)     |
| Alfonso Ugarte (Puno)            | Perú | 2013      | 22 (12)   |
| Los Caimanes                     | Perú | 2014      | 14 (2)    |
| Atlético Minero                  | Perú | 2014      | 9 (6)     |
| Sport Loreto                     | Perú | 2015      | 37 (4)    |
| Universidad Técnica de Cajamarca | Perú | 2016-2018 | 107 (24)  |
| Deportivo Binacional             | Perú | 2019      | 21 (6)    |

## Palmarés

### Campeonatos nacionales
| Título | Club                 | País | Año  |
| ------ | -------------------- | ---- | ---- |
| Liga 1 | Deportivo Binacional | Perú | 2019 |

### Torneos cortos
| Título          | Club                 | País | Año  |
| --------------- | -------------------- | ---- | ---- |
| Torneo Apertura | Deportivo Binacional | Perú | 2019 |

### Distinciones individuales
| Distinción                                                                                         | Año  |
| -------------------------------------------------------------------------------------------------- | ---- |
| Jugador revelación de segunda división                                                             | 2005 |
| Mejor jugador del campeonato Segunda División del Perú                                             | 2013 |
| Incluido en el equipo ideal del Torneo Apertura de Perú según el portal periodístico DeChalaca.com | 2017 |
| Máximo asistidor del Torneo del Inca                                                               | 2018 |
| Gol del año de la Liga 1                                                                           | 2019 |